# جيم بورنس (كاتب)
جيم بورنس (بالإنجليزية: Jim Burns)‏ هو كاتب سيناريو أمريكي، ولد في 1952، وتوفي في 26 ديسمبر 2017.

## وصلات خارجية
- جيم بورنس على موقع IMDb (الإنجليزية)
- جيم بورنس على موقع قاعدة بيانات الفيلم (الإنجليزية)